# Straßenbahnstrecke Halle-Ammendorf–Bad Dürrenberg
| Straßenbahn bei Daspig (2010) |                                                                                               |                                                                     |                                                            |
| Streckenlänge: | etwa 32 (ab Halle-Kröllwitz) km                                                               |                                                                     |                                                            |
| Spurweite: | 1000 mm (Meterspur)                                                                           |                                                                     |                                                            |
| Stromsystem: | 750 V =                                                                                       |                                                                     |                                                            |
| Zweigleisigkeit: | Riebeckplatz, Halle (Saale)–Zentrum, Merseburg Herweghstr., Merseburg–Kurpark, Bad Dürrenberg |                                                                     |                                                            |
| |                                                                                               |                                                                     |                                                            |
| \| \| \| Strecken aus Richtung Franckeplatz und Am Steintor \| \| \| \| \| Riebeckplatz Halle (Saale) \| \| \| \| \| \| \| \| \| \| Bundesstraße 6, Bundesstraße 80, Bundesstraße 91 \| \| \| \| \| Bundesstraße 6, Bundesstraße 80, Bundesstraße 91 \| \| \| \| \| \| \| \| \| \| Hauptbahnhof Halle (Saale) \| \| \| \| \| Strecke nach Büschdorf \| \| \| \| \| Pfännerhöhe Halle (Saale) \| \| \| \| \| Heinrich-Schütz-Str. Halle (Saale) \| \| \| \| \| Lutherstr. Halle (Saale) \| \| \| \| \| Huttenstr. Halle (Saale) \| \| \| \| \| Hafenbahn Halle (abgebaut) \| \| \| \| \| BG Klinikum Bergmannstrost Halle (Saale) \| \| \| \| \| Damaschkestr. Halle (Saale) \| \| \| \| \| Strecke von der Vogelweide \| \| \| \| \| Theodor-Neubauer-Str. Halle (Saale) \| \| \| \| \| \| \| \| \| \| S-Bahnhof Rosengarten Halle (Saale) (Halle (Saale) Hbf–Hann Münden) \| \| \| \| \| \| \| \| \| \| Abzw Halle-Wörmlitz West–Halle-Ammendorf \| \| \| \| \| Anschluss Betriebshof Rosengarten \| \| \| \| \| Betriebshof Rosengarten Halle (Saale) \| \| \| \| \| Am Sommerbad Halle (Saale) \| \| \| \| \| Wendeschleife \| \| \| \| \| Kurt-Wüsteneck-Str. Halle (Saale) \| \| \| \| \| ehem. Betriebshof Ammendorf \| \| \| \| \| Florian-Geyer-Platz Halle (Saale) \| \| \| \| \| \| \| \| \| \| Ammendorf Halle (Saale) (Hst und Wendeschleife) \| \| \| \| \| \| \| \| \| \| Weiße Elster (Strombrücke) \| \| \| \| \| Weiße Elster (Flutbrücke) \| \| \| \| \| Abzw Halle-Planena–Halle-Ammendorf \| \| \| \| \| Kollenbeyer Weg Halle (Saale) \| \| \| \| \| Eltersdorf–Leipzig Hbf \| \| \| \| \| Steinlache \| \| \| \| \| Saale \| \| \| \| \| Gebietsgrenzen Stadt Halle (Saale) / Saalekreis \| \| \| \| \| Korbethaer Str. Schkopau \| \| \| \| \| Umfahrungsgleis \| \| \| \| \| Bunawerke Schkopau \| \| \| \| \| \| \| \| \| \| Am Schloß Schkopau \| \| \| \| \| Ludwig-Uhland-Str. Schkopau \| \| \| \| \| Hohendorfer Marke Merseburg \| \| \| \| \| Stadtstadion Merseburg \| \| \| \| \| Halle (Saale) Hbf–Bebra \| \| \| \| \| Am Stadtpark Merseburg \| \| \| \| \| Slawenweg Merseburg \| \| \| \| \| Carl-von-Basedow-Klinikum Merseburg \| \| \| \| \| Lindenstr. Merseburg \| \| \| \| \| Merseburg Zentrum Merseburg \| \| \| \| \| Herweghstr. Merseburg \| \| \| \| \| Haeckelstr. Merseburg \| \| \| \| \| Leunaweg Merseburg (Hst im Gleisdreieck) \| \| \| \| \| \| \| \| \| \| Merseburg Hbf–Leipzig-Leutzsch und Halle (Saale) Hbf–Bebra \| \| \| \| \| \| \| \| \| \| ehem. Betriebshof Merseburg \| \| \| \| \| Kötzschener Weg Merseburg \| \| \| \| \| Merseburg Hbf–Querfurt \| \| \| \| \| Naumburger Str. Merseburg \| \| \| \| \| Merseburg-Süd Merseburg (Hst und Wendeschleife) \| \| \| \| \| ehem. Strecke nach Mücheln \| \| \| \| \| Leunatorstr. Leuna \| \| \| \| \| Industrietor Leuna \| \| \| \| \| ehem. Umfahrungsgleis \| \| \| \| \| Merseburg Hbf–Leipzig-Leutzsch \| \| \| \| \| Am Haupttor Leuna \| \| \| \| \| Pfalzplatz Leuna \| \| \| \| \| \| \| \| \| \| \| \| \| \| \| Sachsenplatz Leuna \| \| \| \| \| Krähenberg Leuna \| \| \| \| \| Neubaustrecke \| \| \| \| \| Daspig Leuna \| \| \| \| \| Kröllwitz Leuna \| \| \| \| \| ehemalige Haltestellen in Spergau \| \| \| \| \| \| \| \| \| \| Leipzig Hbf–Großkorbetha \| \| \| \| \| Kirchfährendorf Bad Dürrenberg \| \| \| \| \| Saale \| \| \| \| \| Kurpark Bad Dürrenberg \| \| \| \| \| Tollwitz-Dürrenberger Eisenbahn (abgebaut) \| \| \| \| \| Platz der Freiheit Bad Dürrenberg \| \| \| \| \| \| \| \| \| \| Markt Bad Dürrenberg (seit 2021) \| \| \| \| \| Bahnhof Bad Dürrenberg \| \| \| \| \| Wendeschleife \| \| |                                                                                               |                                                                     |                                                            |
| U-Bahn-Strecke · U-Bahn-Strecke |                                                                                               | Strecken aus Richtung Franckeplatz und Am Steintor                  | Strecken aus Richtung Franckeplatz und Am Steintor         |
| U-Bahn-Haltepunkt / Haltestelle · U-Bahn-Haltepunkt / Haltestelle |                                                                                               | Riebeckplatz Halle (Saale)                                          | Riebeckplatz Halle (Saale)                                 |
| U-Bahn-Strecke nach links · U-Bahn-Abzweig geradeaus, nach rechts und von rechts |                                                                                               |                                                                     |                                                            |
| U-Bahn-Strecke mit Straßenbrücke |                                                                                               | Bundesstraße 6, Bundesstraße 80, Bundesstraße 91                    | Bundesstraße 6, Bundesstraße 80, Bundesstraße 91           |
| U-Bahn-Strecke mit Straßenbrücke |                                                                                               | Bundesstraße 6, Bundesstraße 80, Bundesstraße 91                    | Bundesstraße 6, Bundesstraße 80, Bundesstraße 91           |
| U-Bahn-Abzweig geradeaus und nach links · U-Bahn-Strecke von rechts |                                                                                               |                                                                     |                                                            |
| U-Bahn-Bahnhof · U-Bahn-Bahnhof |                                                                                               | Hauptbahnhof Halle (Saale)                                          | Hauptbahnhof Halle (Saale)                                 |
| U-Bahn-Strecke · U-Bahn-Strecke nach links |                                                                                               | Strecke nach Büschdorf                                              | Strecke nach Büschdorf                                     |
| U-Bahn-Haltepunkt / Haltestelle |                                                                                               | Pfännerhöhe Halle (Saale)                                           | Pfännerhöhe Halle (Saale)                                  |
| U-Bahn-Haltepunkt / Haltestelle |                                                                                               | Heinrich-Schütz-Str. Halle (Saale)                                  | Heinrich-Schütz-Str. Halle (Saale)                         |
| U-Bahn-Haltepunkt / Haltestelle |                                                                                               | Lutherstr. Halle (Saale)                                            | Lutherstr. Halle (Saale)                                   |
| U-Bahn-Haltepunkt / Haltestelle |                                                                                               | Huttenstr. Halle (Saale)                                            | Huttenstr. Halle (Saale)                                   |
| U-Bahn-Kreuzung mit Eisenbahn (Querstrecke außer Betrieb) |                                                                                               | Hafenbahn Halle (abgebaut)                                          | Hafenbahn Halle (abgebaut)                                 |
| U-Bahn-Haltepunkt / Haltestelle |                                                                                               | BG Klinikum Bergmannstrost Halle (Saale)                            | BG Klinikum Bergmannstrost Halle (Saale)                   |
| U-Bahn-Haltepunkt / Haltestelle |                                                                                               | Damaschkestr. Halle (Saale)                                         | Damaschkestr. Halle (Saale)                                |
| U-Bahn-Strecke quer · U-Bahn-Abzweig geradeaus, nach rechts und von rechts |                                                                                               | Strecke von der Vogelweide                                          | Strecke von der Vogelweide                                 |
| U-Bahn-Haltepunkt / Haltestelle |                                                                                               | Theodor-Neubauer-Str. Halle (Saale)                                 | Theodor-Neubauer-Str. Halle (Saale)                        |
| |                                                                                               |                                                                     |                                                            |
| |                                                                                               | S-Bahnhof Rosengarten Halle (Saale) (Halle (Saale) Hbf–Hann Münden) |                                                            |
| |                                                                                               |                                                                     |                                                            |
| U-Bahn-Kreuzung mit Eisenbahn geradeaus unten |                                                                                               | Abzw Halle-Wörmlitz West–Halle-Ammendorf                            | Abzw Halle-Wörmlitz West–Halle-Ammendorf                   |
| U-Bahn-Abzweig geradeaus, nach links und von links · U-Bahn-Betriebs-/Güterbahnhof Streckenende und quer |                                                                                               | Anschluss Betriebshof Rosengarten                                   | Anschluss Betriebshof Rosengarten                          |
| U-Bahn-Haltepunkt / Haltestelle |                                                                                               | Betriebshof Rosengarten Halle (Saale)                               | Betriebshof Rosengarten Halle (Saale)                      |
| U-Bahn-Haltepunkt / Haltestelle |                                                                                               | Am Sommerbad Halle (Saale)                                          | Am Sommerbad Halle (Saale)                                 |
| |                                                                                               | Wendeschleife                                                       |                                                            |
| U-Bahn-Haltepunkt / Haltestelle |                                                                                               | Kurt-Wüsteneck-Str. Halle (Saale)                                   | Kurt-Wüsteneck-Str. Halle (Saale)                          |
| U-Bahn-Abzweig geradeaus, ehemals nach links und ehemals von links · U-Bahn-Betriebs-/Güterbahnhof Streckenende und quer (Strecke außer Betrieb) |                                                                                               | ehem. Betriebshof Ammendorf                                         | ehem. Betriebshof Ammendorf                                |
| U-Bahn-Haltepunkt / Haltestelle |                                                                                               | Florian-Geyer-Platz Halle (Saale)                                   | Florian-Geyer-Platz Halle (Saale)                          |
| |                                                                                               |                                                                     |                                                            |
| U-Bahn-Abzweig geradeaus, nach links und von links |                                                                                               | Ammendorf Halle (Saale) (Hst und Wendeschleife)                     | Ammendorf Halle (Saale) (Hst und Wendeschleife)            |
| |                                                                                               |                                                                     |                                                            |
| U-Bahn-Brücke über Wasserlauf |                                                                                               | Weiße Elster (Strombrücke)                                          | Weiße Elster (Strombrücke)                                 |
| U-Bahn-Brücke über Wasserlauf |                                                                                               | Weiße Elster (Flutbrücke)                                           | Weiße Elster (Flutbrücke)                                  |
| U-Bahn-Kreuzung mit Eisenbahn geradeaus unten |                                                                                               | Abzw Halle-Planena–Halle-Ammendorf                                  | Abzw Halle-Planena–Halle-Ammendorf                         |
| U-Bahn-Haltepunkt / Haltestelle |                                                                                               | Kollenbeyer Weg Halle (Saale)                                       | Kollenbeyer Weg Halle (Saale)                              |
| U-Bahn-Kreuzung mit Eisenbahn geradeaus unten |                                                                                               | Eltersdorf–Leipzig Hbf                                              | Eltersdorf–Leipzig Hbf                                     |
| U-Bahn-Brücke über Wasserlauf |                                                                                               | Steinlache                                                          | Steinlache                                                 |
| U-Bahn-Brücke über Wasserlauf |                                                                                               | Saale                                                               | Saale                                                      |
| U-Bahn-Grenze |                                                                                               | Gebietsgrenzen Stadt Halle (Saale) / Saalekreis                     | Gebietsgrenzen Stadt Halle (Saale) / Saalekreis            |
| U-Bahn-Haltepunkt / Haltestelle |                                                                                               | Korbethaer Str. Schkopau                                            | Korbethaer Str. Schkopau                                   |
| U-Bahn-Abzweig geradeaus, nach links und von links · U-Bahn-Strecke von rechts |                                                                                               | Umfahrungsgleis                                                     | Umfahrungsgleis                                            |
| U-Bahn-Haltepunkt / Haltestelle · U-Bahn-Strecke |                                                                                               | Bunawerke Schkopau                                                  | Bunawerke Schkopau                                         |
| U-Bahn-Abzweig geradeaus, nach links und von links · U-Bahn-Strecke nach rechts |                                                                                               |                                                                     |                                                            |
| U-Bahn-Haltepunkt / Haltestelle |                                                                                               | Am Schloß Schkopau                                                  | Am Schloß Schkopau                                         |
| U-Bahn-Haltepunkt / Haltestelle |                                                                                               | Ludwig-Uhland-Str. Schkopau                                         | Ludwig-Uhland-Str. Schkopau                                |
| U-Bahn-Haltepunkt / Haltestelle |                                                                                               | Hohendorfer Marke Merseburg                                         | Hohendorfer Marke Merseburg                                |
| U-Bahn-Haltepunkt / Haltestelle |                                                                                               | Stadtstadion Merseburg                                              | Stadtstadion Merseburg                                     |
| U-Bahn-Kreuzung mit Eisenbahn geradeaus oben |                                                                                               | Halle (Saale) Hbf–Bebra                                             | Halle (Saale) Hbf–Bebra                                    |
| U-Bahn-Haltepunkt / Haltestelle |                                                                                               | Am Stadtpark Merseburg                                              | Am Stadtpark Merseburg                                     |
| U-Bahn-Haltepunkt / Haltestelle |                                                                                               | Slawenweg Merseburg                                                 | Slawenweg Merseburg                                        |
| U-Bahn-Haltepunkt / Haltestelle |                                                                                               | Carl-von-Basedow-Klinikum Merseburg                                 | Carl-von-Basedow-Klinikum Merseburg                        |
| U-Bahn-Haltepunkt / Haltestelle |                                                                                               | Lindenstr. Merseburg                                                | Lindenstr. Merseburg                                       |
| U-Bahn-Haltepunkt / Haltestelle |                                                                                               | Merseburg Zentrum Merseburg                                         | Merseburg Zentrum Merseburg                                |
| U-Bahn-Haltepunkt / Haltestelle |                                                                                               | Herweghstr. Merseburg                                               | Herweghstr. Merseburg                                      |
| U-Bahn-Haltepunkt / Haltestelle |                                                                                               | Haeckelstr. Merseburg                                               | Haeckelstr. Merseburg                                      |
| |                                                                                               | Leunaweg Merseburg (Hst im Gleisdreieck)                            |                                                            |
| |                                                                                               |                                                                     |                                                            |
| U-Bahn-Kreuzung mit Eisenbahn geradeaus unten · U-Bahn-Strecke |                                                                                               | Merseburg Hbf–Leipzig-Leutzsch und Halle (Saale) Hbf–Bebra          | Merseburg Hbf–Leipzig-Leutzsch und Halle (Saale) Hbf–Bebra |
| |                                                                                               |                                                                     |                                                            |
| U-Bahn-Betriebs-/Güterbahnhof Streckenanfang und quer (Strecke außer Betrieb) · U-Bahn-Abzweig geradeaus, ehemals nach rechts und ehemals von rechts · U-Bahn-Strecke |                                                                                               | ehem. Betriebshof Merseburg                                         | ehem. Betriebshof Merseburg                                |
| U-Bahn-Haltepunkt / Haltestelle · U-Bahn-Strecke |                                                                                               | Kötzschener Weg Merseburg                                           | Kötzschener Weg Merseburg                                  |
| U-Bahn-Kreuzung mit Eisenbahn geradeaus oben · U-Bahn-Strecke |                                                                                               | Merseburg Hbf–Querfurt                                              | Merseburg Hbf–Querfurt                                     |
| U-Bahn-Haltepunkt / Haltestelle · U-Bahn-Strecke |                                                                                               | Naumburger Str. Merseburg                                           | Naumburger Str. Merseburg                                  |
| U-Bahn-Strecke |                                                                                               | Merseburg-Süd Merseburg (Hst und Wendeschleife)                     | Merseburg-Süd Merseburg (Hst und Wendeschleife)            |
| U-Bahn-Strecke quer (außer Betrieb) · U-Bahn-Strecke nach rechts (außer Betrieb) · U-Bahn-Verschwenkung nach rechts |                                                                                               | ehem. Strecke nach Mücheln                                          | ehem. Strecke nach Mücheln                                 |
| U-Bahn-Haltepunkt / Haltestelle |                                                                                               | Leunatorstr. Leuna                                                  | Leunatorstr. Leuna                                         |
| U-Bahn-Haltepunkt / Haltestelle |                                                                                               | Industrietor Leuna                                                  | Industrietor Leuna                                         |
| U-Bahn-Abzweig geradeaus, ehemals nach links und ehemals von links · U-Bahn-Strecke von rechts (außer Betrieb) |                                                                                               | ehem. Umfahrungsgleis                                               | ehem. Umfahrungsgleis                                      |
| U-Bahn-Kreuzung mit Eisenbahn geradeaus oben · U-Bahn-Kreuzung mit Eisenbahn geradeaus oben (Strecke geradeaus außer Betrieb) |                                                                                               | Merseburg Hbf–Leipzig-Leutzsch                                      | Merseburg Hbf–Leipzig-Leutzsch                             |
| U-Bahn-Haltepunkt / Haltestelle · U-Bahn-Strecke (außer Betrieb) |                                                                                               | Am Haupttor Leuna                                                   | Am Haupttor Leuna                                          |
| U-Bahn-Haltepunkt / Haltestelle · U-Bahn-Strecke (außer Betrieb) |                                                                                               | Pfalzplatz Leuna                                                    | Pfalzplatz Leuna                                           |
| U-Bahn-Strecke |                                                                                               |                                                                     |                                                            |
| U-Bahn-Abzweig geradeaus, nach links und von links · U-Bahn-Strecke nach rechts |                                                                                               |                                                                     |                                                            |
| U-Bahn-Haltepunkt / Haltestelle |                                                                                               | Sachsenplatz Leuna                                                  | Sachsenplatz Leuna                                         |
| U-Bahn-Haltepunkt / Haltestelle |                                                                                               | Krähenberg Leuna                                                    | Krähenberg Leuna                                           |
| U-Bahn-Abzweig ehemals geradeaus und nach links · U-Bahn-Strecke von rechts |                                                                                               | Neubaustrecke                                                       | Neubaustrecke                                              |
| U-Bahn-Strecke (außer Betrieb) · U-Bahn-Haltepunkt / Haltestelle |                                                                                               | Daspig Leuna                                                        | Daspig Leuna                                               |
| U-Bahn-Strecke (außer Betrieb) · U-Bahn-Haltepunkt / Haltestelle |                                                                                               | Kröllwitz Leuna                                                     | Kröllwitz Leuna                                            |
| U-Bahn-Haltepunkt / Haltestelle (Strecke außer Betrieb) · U-Bahn-Strecke |                                                                                               | ehemalige Haltestellen in Spergau                                   | ehemalige Haltestellen in Spergau                          |
| U-Bahn-Abzweig ehemals geradeaus und von links · U-Bahn-Strecke nach rechts |                                                                                               |                                                                     |                                                            |
| U-Bahn-Kreuzung mit Eisenbahn geradeaus unten |                                                                                               | Leipzig Hbf–Großkorbetha                                            | Leipzig Hbf–Großkorbetha                                   |
| U-Bahn-Haltepunkt / Haltestelle |                                                                                               | Kirchfährendorf Bad Dürrenberg                                      | Kirchfährendorf Bad Dürrenberg                             |
| U-Bahn-Brücke über Wasserlauf |                                                                                               | Saale                                                               | Saale                                                      |
| U-Bahn-Haltepunkt / Haltestelle |                                                                                               | Kurpark Bad Dürrenberg                                              | Kurpark Bad Dürrenberg                                     |
| U-Bahn-Kreuzung mit Eisenbahn (Querstrecke außer Betrieb) |                                                                                               | Tollwitz-Dürrenberger Eisenbahn (abgebaut)                          | Tollwitz-Dürrenberger Eisenbahn (abgebaut)                 |
| U-Bahn-Haltepunkt / Haltestelle |                                                                                               | Platz der Freiheit Bad Dürrenberg                                   | Platz der Freiheit Bad Dürrenberg                          |
| U-Bahn-Strecke von links · U-Bahn-Abzweig geradeaus und nach rechts |                                                                                               |                                                                     |                                                            |
| U-Bahn-Bahnhof · U-Bahn-Strecke |                                                                                               | Markt Bad Dürrenberg (seit 2021)                                    | Markt Bad Dürrenberg (seit 2021)                           |
| U-Bahn-Strecke · U-Bahn-Bahnhof |                                                                                               | Bahnhof Bad Dürrenberg                                              | Bahnhof Bad Dürrenberg                                     |
| U-Bahn-Strecke nach links · U-Bahn-Strecke nach rechts |                                                                                               | Wendeschleife                                                       | Wendeschleife                                              |

Die Straßenbahnstrecke Halle-Ammendorf–Bad Dürrenberg ist eine 1902 eröffnete meterspurige Überlandstraßenbahn in Sachsen-Anhalt. Sie verbindet die Stadt Halle (Saale) über Schkopau, Merseburg und Leuna mit Bad Dürrenberg. Eigentümer und Betreiber ist heute die Hallesche Verkehrs-AG (HAVAG).
Ab 1971 verkehrte auf ihr mit der halleschen Straßenbahnlinie 5 von Halle-Trotha nach Bad Dürrenberg die mit etwa 31 Kilometern zeitweise längste Straßenbahnlinie der DDR. Heute handelt es sich um die letzte noch in Betrieb befindliche Überlandstraßenbahnstrecke Sachsen-Anhalts.

## Geschichte
Ab 1900 begann die ein Jahr zuvor gegründete Gesellschaft Elektrische Straßenbahn Halle-Merseburg mit dem Bau einer zunächst 15 Kilometer langen Überlandbahn von Halle nach Merseburg. 1902 wurde der erste Streckenabschnitt von Halle (Riebeckplatz) bis Ammendorf, das erst etwa 50 Jahre später nach Halle eingemeindet wird, fertiggestellt. Noch im selben Jahr erreichte der Streckenbau Schkopau und später Merseburg.
Ab 1913 errichtete die im selben Jahr gegründete Merseburger Überlandbahn AG (MÜBAG) eine 17,2 Kilometer lange Straßenbahnstrecke von Merseburg über Zscherben, Beuna, Frankleben, Naundorf, Neumark und Lützkendorf bis nach Mücheln im Geiseltal. Bedingt durch den Ersten Weltkrieg wurde die Strecke erst 1918 vollständig in Betrieb genommen.
Ab 1919 wurde zunächst der Betrieb, später auch das Eigentum der beiden Strecken (Halle–Merseburg und Merseburg–Mücheln) zusammengeführt. Die MÜBAG pachtete die Halle-Merseburger Strecke. Beginnend im Jahr 1919 baute die MÜBAG ihre zweite Strecke von Merseburg aus nach Rössen (heute Leuna). Die Strecke wurde 1920 zunächst bis Daspig und im selben Jahr über Spergau bis nach Fährendorf verlängert.
Die beiden Strecken der MÜBAG und die Strecke der Elektrischen Straßenbahn Halle-Merseburg sind seit 1926 durch einen Gemeinschaftsbahnhof in Merseburg (an der „Hölle“) verbunden. Im selben Jahr wurde die Strecke Merseburg–Fährendorf mit dem Bau der Dürrenberger Saalebrücke bis nach Bad Dürrenberg fortgeführt.
In den 1920er Jahren bestanden Pläne für ein größeres Netz mit dem Bau von Strecken bis nach Schafstädt im Westen, Schkeuditz im Osten und Weißenfels im Süden. Über Schkeuditz wäre zudem ein Anschluss an die damalige Leipziger Außenbahn AG möglich gewesen. Die Wirtschaftskrisen 1923 und 1929 machten die Realisierung unmöglich.
Zum Ende des Zweiten Weltkrieges gab es auch bei der Überlandbahn Zerstörungen. 1943 wurden Gleisabschnitte in Leuna durch Bombenangriffe auf die Leuna-Werke, 1944 der Betriebshof Merseburg zerstört. Beim Anrücken amerikanischer Truppen wurden 1945 die Saalebrücken bei Bad Dürrenberg und nördlich von Schkopau gesprengt. Seit 1950 war nach den notwendigen Reparaturen das gesamte Streckennetz wieder nutzbar.
Bereits 1922 bis 1924 wurden wegen des Braunkohleabbaus im Geiseltal erste Gleisverlegungen der Strecke Merseburg–Mücheln notwendig. Infolge der erheblichen Ausweitung des Tagebaus, der beispielsweise den Abriss der Gemeinde Lützkendorf verursachte, wurde ab 1957 die Strecke Merseburg–Mücheln schrittweise stillgelegt und abgebaut. 1958 betraf dieses zunächst den Streckenabschnitt Neumark bis Mücheln. Ab 1965 wurde die Strecke nur noch bis Frankleben bedient. 1968 legte man die Strecke von Merseburg-Süd bis Frankleben still. Als Rest verblieb die heutige Stichstrecke ab Haltepunkt Leunaweg bis Merseburg-Süd.
1932 erwarb die MÜBAG die Halle-Merseburger Strecke. Die städtische Straßenbahn in Halle und die MÜBAG wurden 1951 zu einem Unternehmen vereinigt, das ab 1952 den Namen VEB (K) Straßen- und Überlandbahn Halle führt.

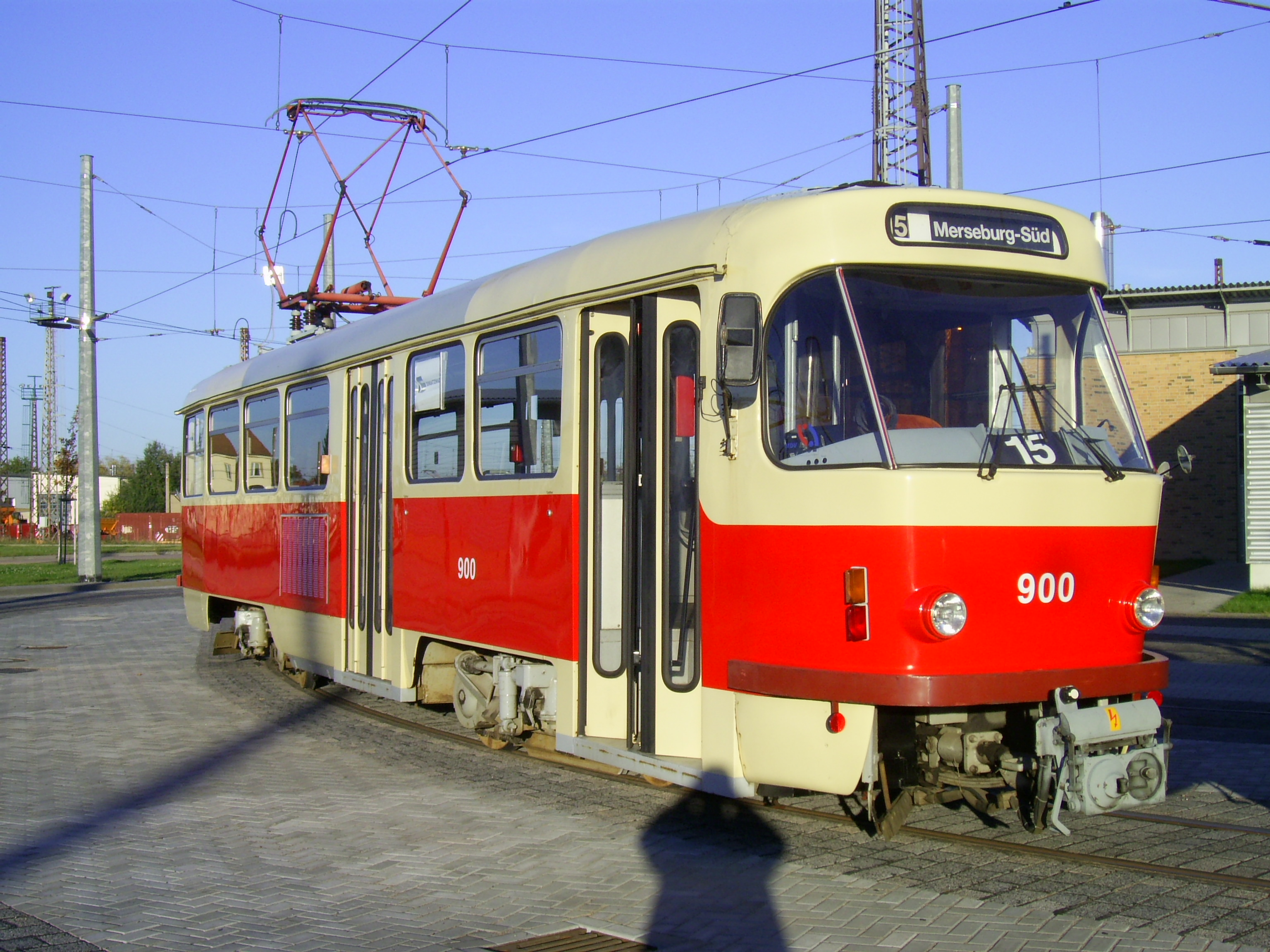
Tatra T4D in Zweirichtungsausführung als Museumswagen (2007). Zwei Triebwagen dieses Typs verkehrten früher als Linie 15 in Merseburg.

Im Jahr 1968 erfolgte der zweigleisige Bau einer neuen Trasse von Daspig nach Fährendorf, die 1,7 km kürzer ist als die bisherige Strecke über Spergau. 1969 wurde die Wendeschleife in Bad Dürrenberg in Betrieb genommen. 1974 erfolgte die Stilllegung und der anschließende Abbau des Streckenteils von Daspig nach Fährendorf über Spergau.
Über viele Jahre war die Strecke neben der S-Bahn das zentrale Verkehrsmittel für die Chemiearbeiter zwischen Halle und den großen DDR-Chemiekombinaten Buna-Werke und Leunawerke. Daneben wurden mit der Straßenbahn auch Güter und Waren transportiert: In den 1920er Jahren Kohle (Briketts) von der Grube Cecilie (51° 18′ 6″ N, 11° 51′ 27″ O bei Lützkendorf) nach Halle und in den 1980er Jahren zeitweise bis zu zweimal täglich „WtB – Waren täglicher Bedarf“ mit umgebauten Straßenbahnwagen von Halle nach Merseburg.

## Heutige Streckenführung

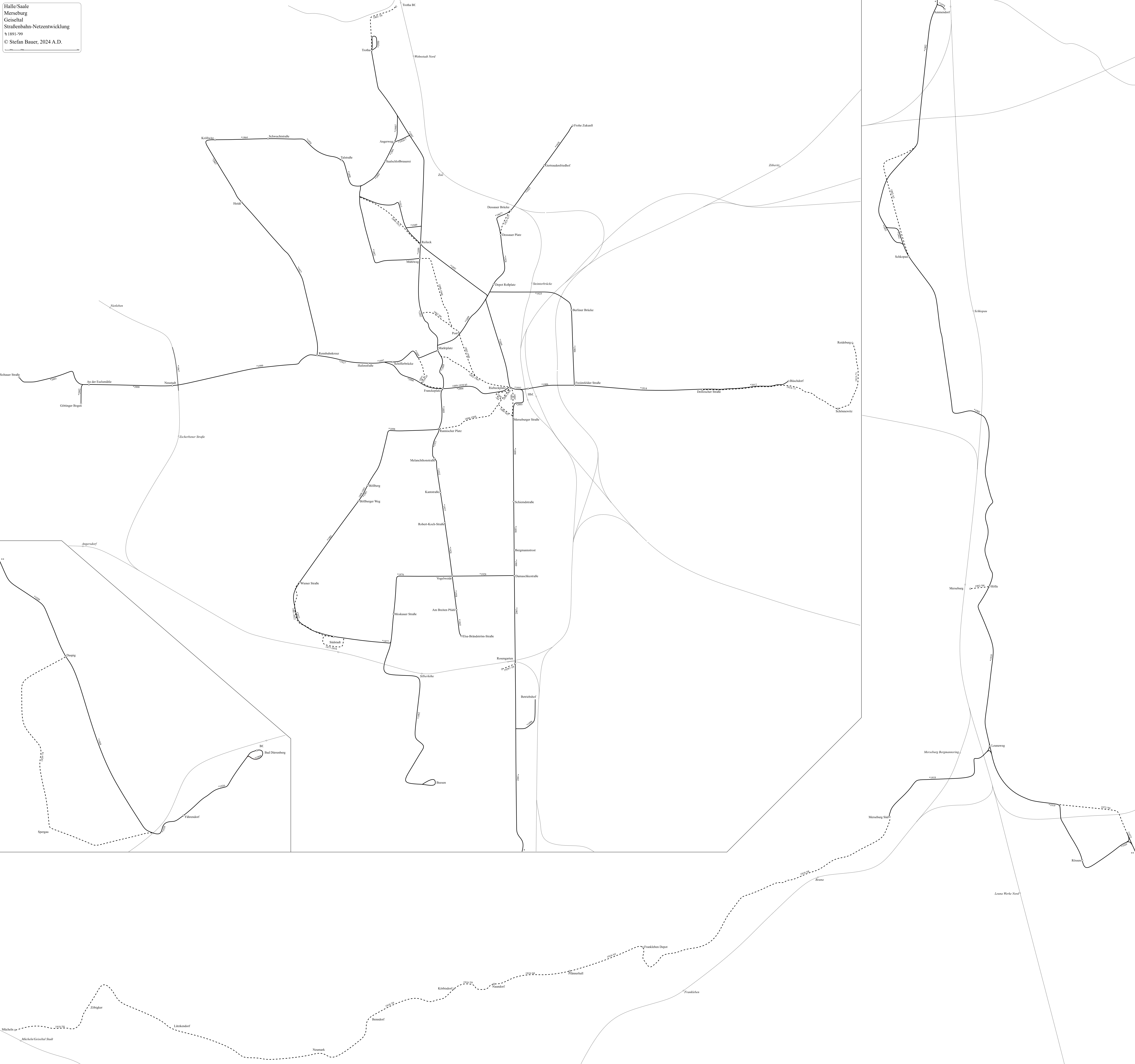
Entwicklung des Streckennetzes

Der Startpunkt der Strecke befindet sich derzeit an der Berliner Brücke. Auf dem Weg nach Bad Dürrenberg folgt sie nach dem Riebeckplatz zunächst der in Nord-Süd-Richtung verlaufenden Merseburger Straße und verlässt unmittelbar hinter Ammendorf das Stadtgebiet. Kurz danach überquert sie die Weiße Elster und einen ihrer Nebenarme.
Durch die Saale-Elster-Aue verläuft die Strecke parallel zur Bundesstraße 91 und überquert am Ortseingang von Schkopau nacheinander die Steinlache sowie die Saale. Sie bedient danach die ehemaligen Buna-Werke (heute DOW) und erreicht Merseburg. Nach Durchquerung des Zentrums der Stadt mit einer Stichstrecke bis zur Wendeschleife Merseburg-Süd verläuft die Strecke an den ehemaligen Leunawerken (heute Infraleuna) entlang und verlässt die Stadt. Die Stichstrecke war ursprünglich Teil der heute bis auf diesen Rest abgebauten Straßenbahnstrecke Merseburg–Mücheln. Der Endhaltepunkt der Strecke befindet sich in Bad Dürrenberg, wo sie nochmals die Saale überquert.

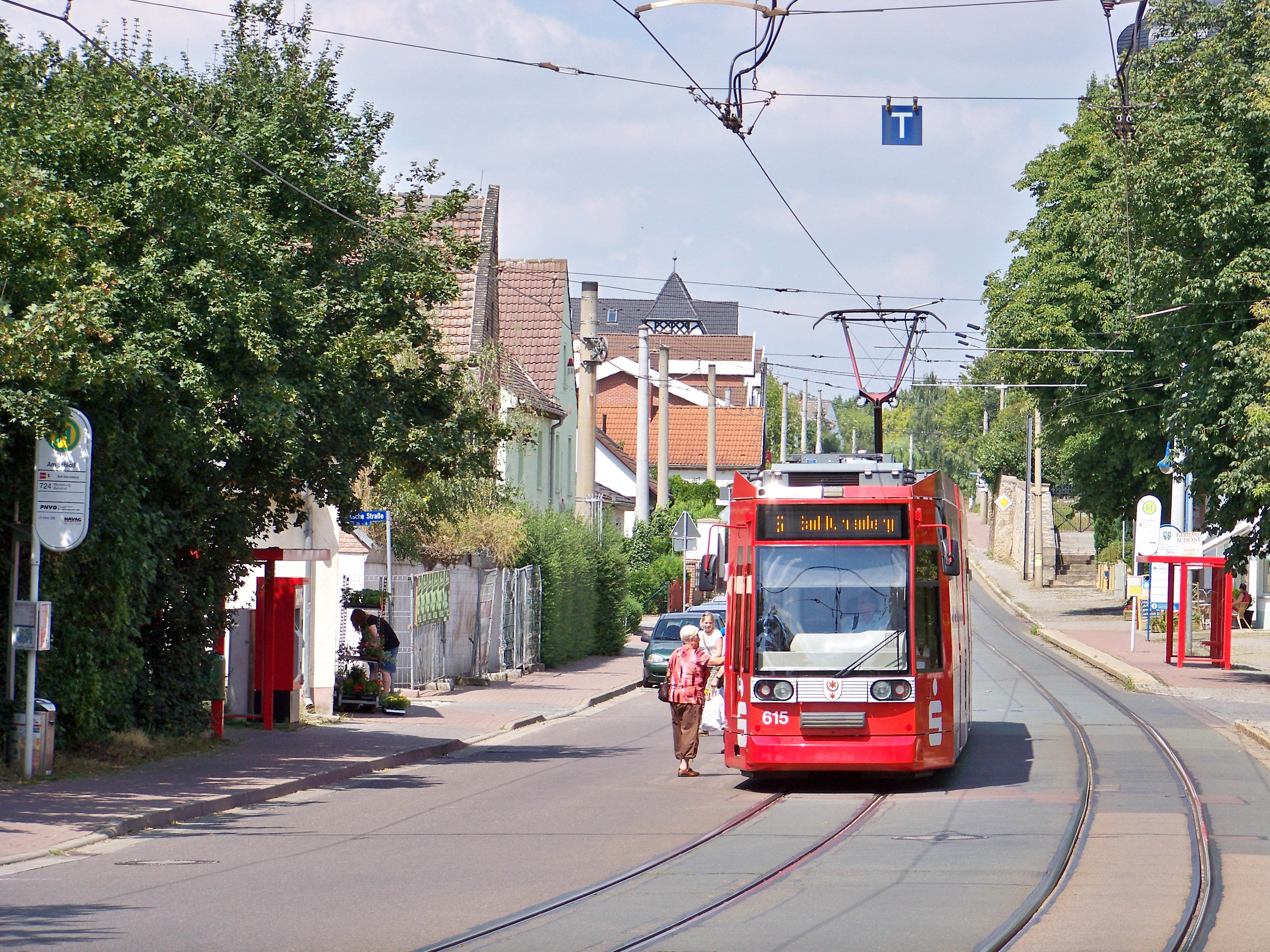
Straßenbahn der Linie 5 in Schkopau (2009)

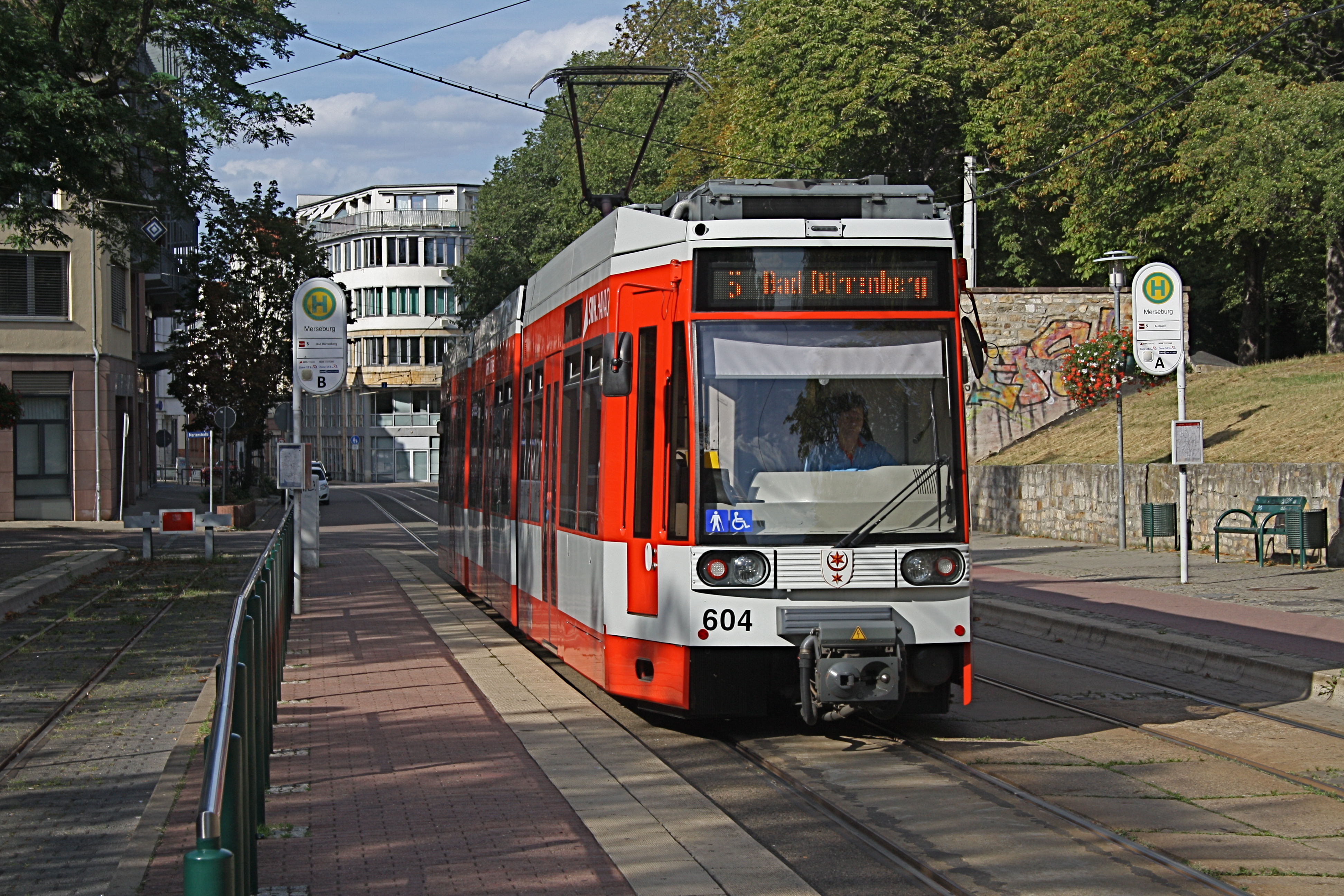
Straßenbahn der Linie 5 an der Haltestelle Zentrum in unmittelbarer Nähe zum Merseburger Hauptbahnhof

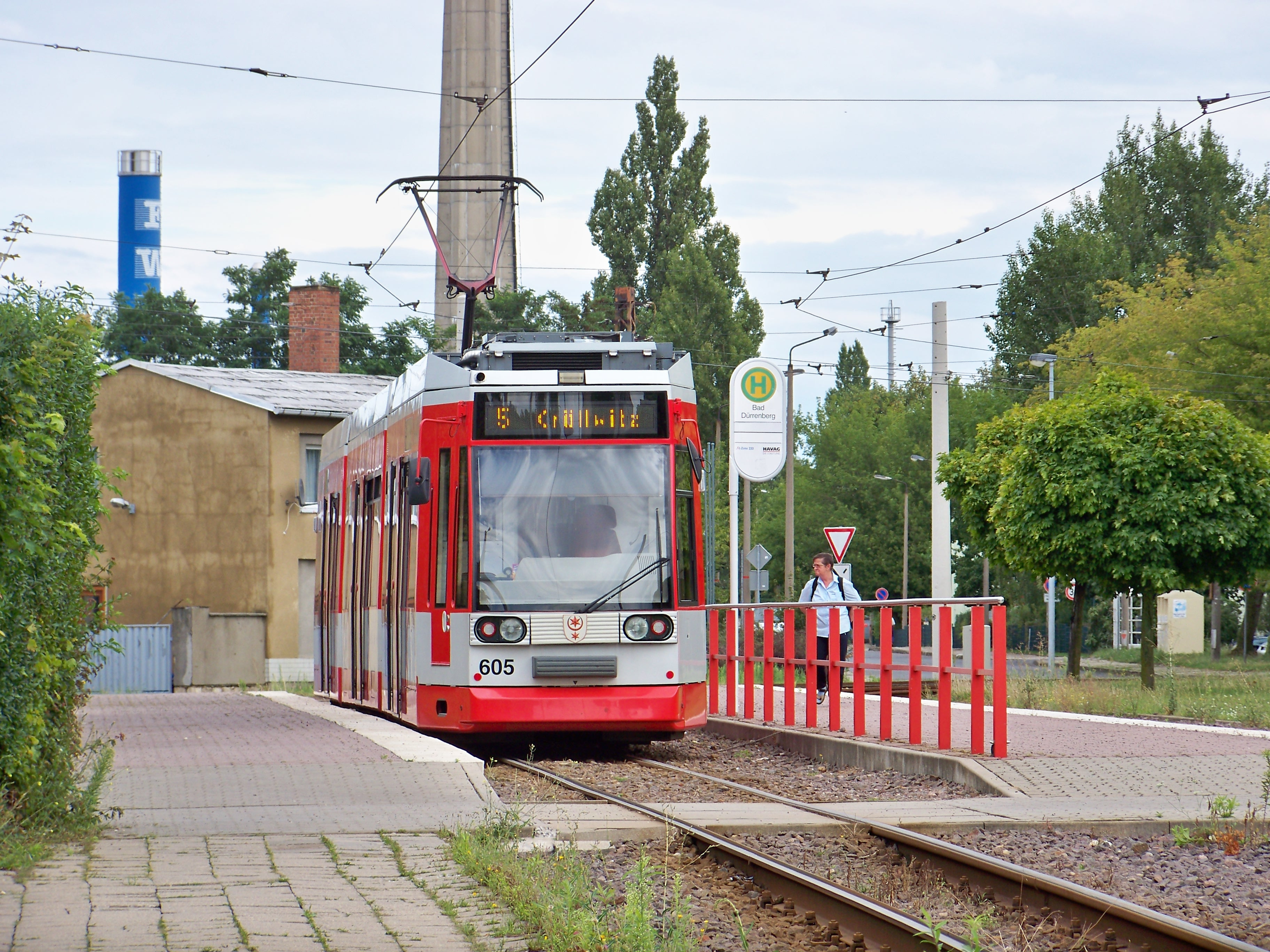
Linie 5 an der ehemaligen Endstelle in Bad Dürrenberg, heute Bad Dürrenberg, Bahnhof (2009)

## Streckenlänge, Fahrzeit, Bauwerke, Besonderheiten
Für die rund 32 Kilometer lange Strecke benötigt die Bahn etwa 90 Minuten bzw. 105 Minuten (über Merseburg-Süd). Zu ihren Besonderheiten gehören die Unterquerung des verkehrsreichen Riebeckplatzes in Halle sowie die fünfmalige Überquerung von Flüssen. Von Nord nach Süd sind dieses die Weiße Elster (Haupt- und Nebenarm am südlichen Stadtrand von Halle auf straßenbahneigenen Brücken), die Steinlache (vor Schkopau) und die Saale (vor der Ortseinfahrt Schkopau und in Bad Dürrenberg ebenfalls auf straßenbahneigenen Brücken).

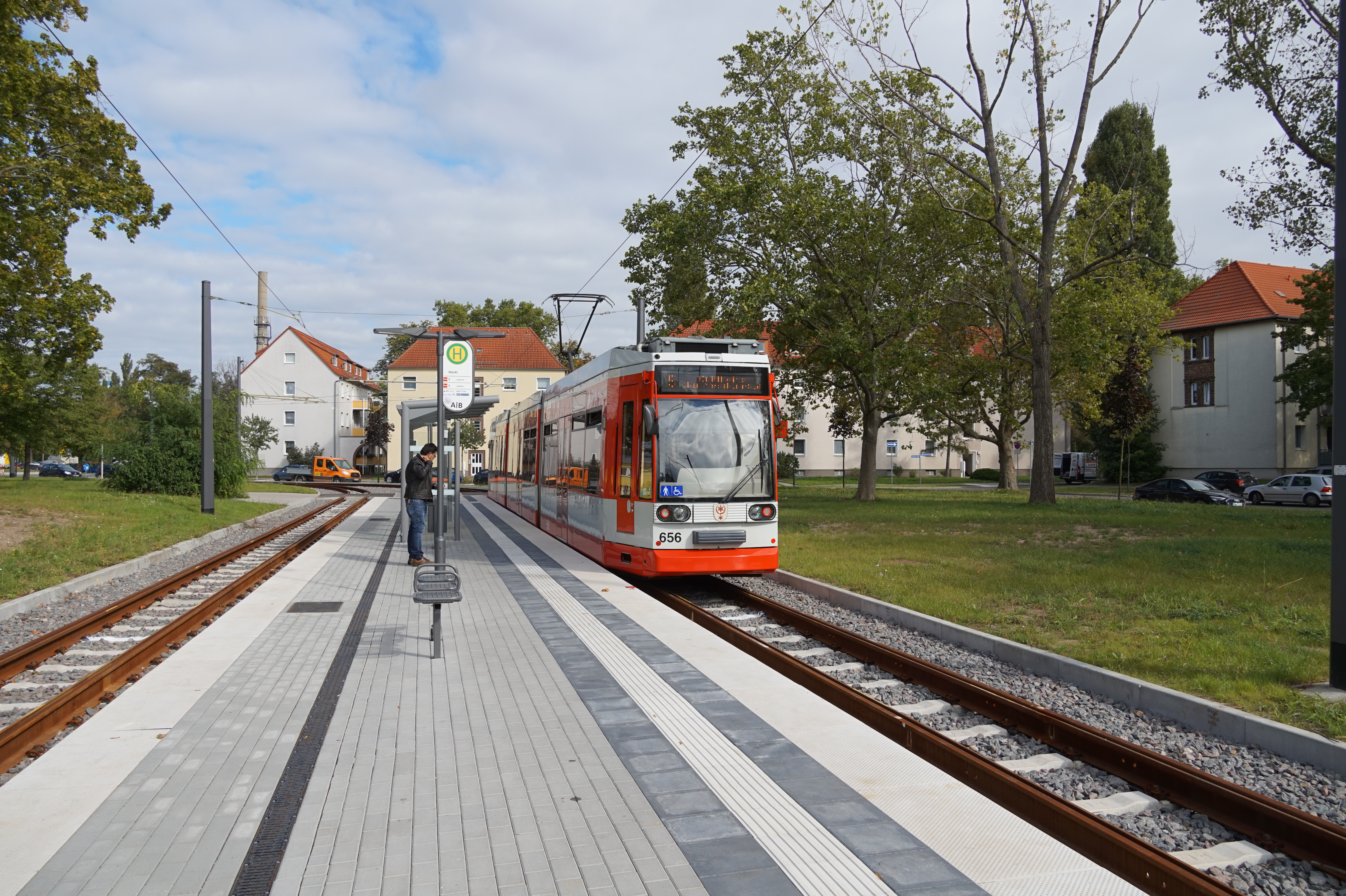
Linie 5 an der Endstelle Bad Dürrenberg, Markt nach der Modernisierung (2023)

Zwischen Halle und Schkopau durchquert sie die Saale-Elster-Aue. Hier wird sie von der Saale-Elster-Talbrücke der ICE-Neubaustrecke Erfurt–Leipzig/Halle mit zwei Bauwerken (Richtungen Halle und Leipzig) überspannt. Zudem bestehen insgesamt sechs weitere Über- bzw. Unterführungen von Bahnstrecken. In Merseburg (Am Hohendorfer Weg und nach dem ehemaligen Betriebshof) und in Leuna (zwischen Industrietor und Am Haupttor) überquert die Strecke die Bahn auf Brückenbauwerken. In Halle (S-Bahnhof Rosengarten; bis 1914 kreuzten sich hier Straßenbahn und Eisenbahn niveaugleich), in Merseburg (am Anfang der Stichstrecke) und vor Bad Dürrenberg unterquert sie Bahnstrecken.
An der Strecke befinden sich der ehemalige Betriebshof Halle-Ammendorf (errichtet 1902, stillgelegt 1997) und an der Stichstrecke nach Merseburg-Süd der 1919 als Abstellhalle errichtete und 1926 umgebaute ehemalige Betriebshof Merseburg (2004 stillgelegt). Der Ammendorfer Betriebshof wurde bewusst in unmittelbarer Nähe zum Unternehmensstandort der Gottfried Lindner AG (später VEB Waggonbau Ammendorf, Teil der LOWA) errichtet, die über viele Jahre Lieferant u. a. Hallescher Straßenbahnfahrzeuge war (siehe auch Straßenbahnmuseum Halle).

## Verkehrliche Einbindung
In Halle ist die Strecke in das Straßenbahnnetz der Halleschen Verkehrs-AG (HAVAG) eingebunden. Auf ihr verkehren zwischen Riebeckplatz und Damaschkestraße mehrere Linien. Die in Berliner Brücke beginnende Linie 5 nutzt die gesamte Strecke bis Bad Dürrenberg. Am Hauptbahnhof Halle, an der Haltestelle Ammendorf und am Streckenende in Bad Dürrenberg besteht Anschluss an den Regionalverkehr der Deutschen Bahn. Verknüpfungen zur S-Bahn Mitteldeutschland bestehen am halleschen Hauptbahnhof (Linien S3, S5, S5X und S7) sowie am S-Bahnhof Rosengarten (Linie S3 und S7).

## Fahrzeuge
Derzeit werden auf der Strecke ausschließlich MGT6D eingesetzt.

## Trivia
- Die HAVAG hat in Zusammenarbeit mit dem Saalekreis, der Stadt Halle (Saale) und einigen Einrichtungen der Wissenschaft die Entwicklung der Technik-Linie 5 begonnen. Ziel ist die Bildung einer Marke für die Linie 5, die auf der Strecke verkehrt und die Chemieparks in Leuna und Schkopau, die Universität Halle, die Fachhochschule Merseburg sowie eine Reihe von Wissenschaftseinrichtungen und Instituten entlang der Strecke bedient (Erstfahrt März 2012).

- Seit Ende der 1970er Jahre wurden für die Linie 15, die auf der Strecke verkehrte, regulär T4D-Wagen in der ineffizienten Heck-an-Heck-Traktion eingesetzt, da der Linienverlauf damals zwei Kopfendstellen hatte. Die volkseigenen Verkehrsbetriebe Halle wollten in den 1980er Jahren eine Zweirichtungsversion des T4D einsetzen. Der Hersteller ČKD Praha sah jedoch keine Möglichkeit, das benötigte Fahrzeug zu entwickeln. Das Unternehmen entschloss sich dazu, in eigener Regie zwei T4D auf Zweirichtungsfahrweise umzubauen. Dies gelang erfolgreich (siehe auch Zweirichtungstriebwagen Z-T4D).